# Nilivaara
Nilivaara (samiska: Njallavárri) är en småort i Nilivaara distrikt (Gällivare socken) i Gällivare kommun. Nilivaara ligger cirka sex mil utanför Gällivare. Närmaste by är Markitta som ligger cirka sex kilometer söder om Nilivaara. Närmaste by norr om Nilivaara är Vettasjärvi som ligger 18 kilometer från byn.

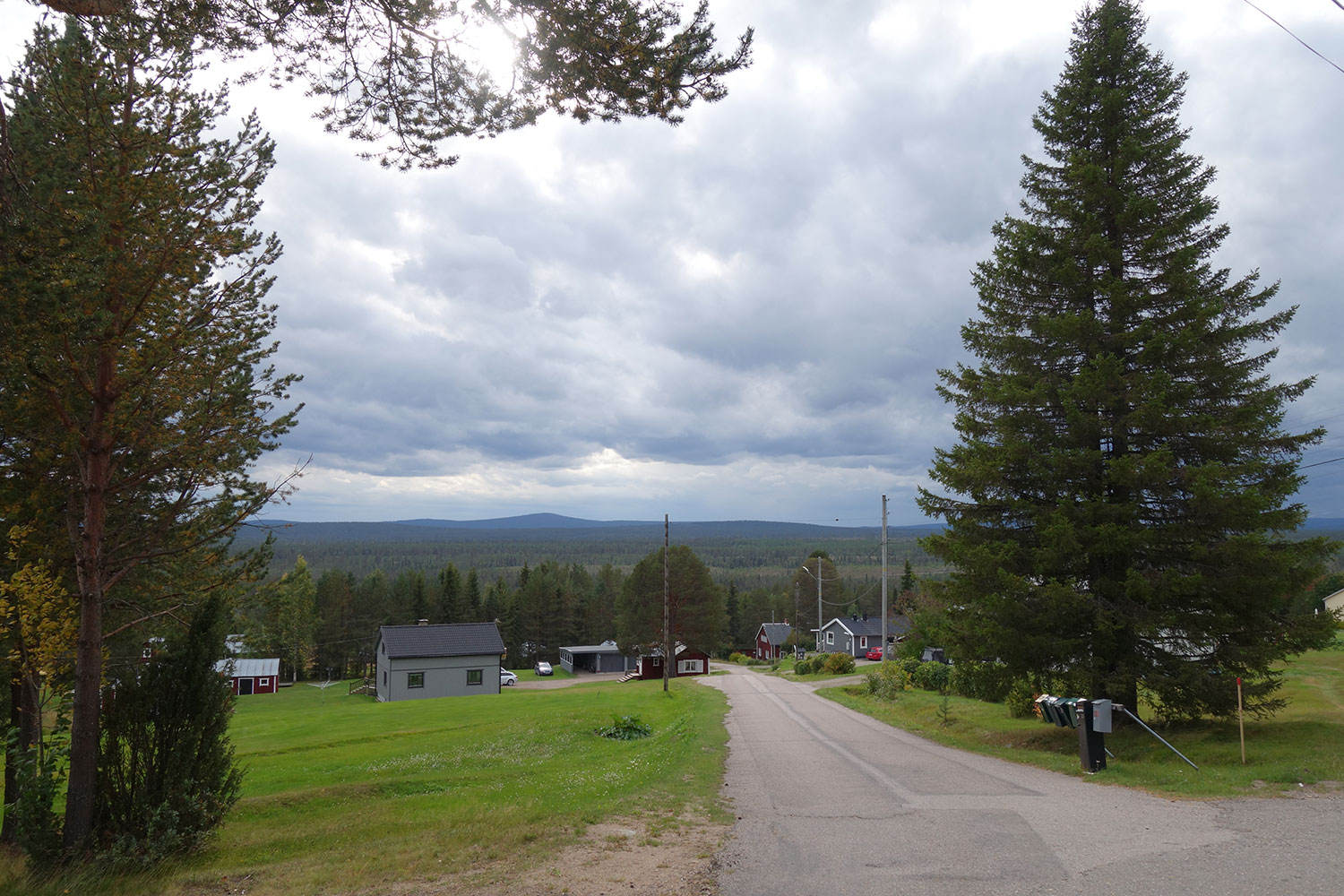
Nilivaara ligger på en bergssluttning ovanför Vettasjoki, ett biflöde till Ängesån.

Namnet betyder Stolpbodsberget och kommer från finskans "nili" (njalla/enstolpbod) och "vaara" (berg). Byn fick namnet på grund av sina små stolpbodar som finns lite runt om i byn. Byn kallas lokalt även för Nilli. Här har tidigare funnits postkontor och fem mataffärer. Både byns skola och sista mataffär är nu nedlagda. I Nilivaara talas fortfarande meänkieli. Nilivaara grundades av bosättare från nybygget Keinosuvando som ligger en kilometer söder om den nuvarande byn.
Nilivaara har en kyrka, Nilivaara kyrka, och var kyrkby i dåvarande Nilivaara församling.
Det finns snöskoterleder. Tunturits naturreservat ligger cirka fyra kilometer öster om Nilivaara.

## Befolkningsutveckling
| Befolkningsutvecklingen i Nilivaara 1950–2020                                                                      | Befolkningsutvecklingen i Nilivaara 1950–2020 | Befolkningsutvecklingen i Nilivaara 1950–2020 | Befolkningsutvecklingen i Nilivaara 1950–2020 | Befolkningsutvecklingen i Nilivaara 1950–2020 |
| --- | --------------------------------------------- | --------------------------------------------- | --------------------------------------------- | --------------------------------------------- |
| |                                               |                                               |                                               |                                               |
| År |                                               |                                               | Folkmängd                                     | Areal (ha)                                    |
| 1950 | 1950                                          |                                               | 321                                           | ##                                            |
| 1960 | 1960                                          |                                               | 486                                           | 84                                            |
| 1965 | 1965                                          |                                               | 388                                           | 84                                            |
| 1970 | 1970                                          |                                               | 276                                           |                                               |
| 1975 | 1975                                          |                                               | 254                                           |                                               |
| 1980 | 1980                                          |                                               | 258                                           | 95                                            |
| 1990 | 1990                                          |                                               | 228                                           | 98                                            |
| 1995 | 1995                                          |                                               | 231                                           | 98                                            |
| 2000 | 2000                                          |                                               | 208                                           | 98                                            |
| 2005 | 2005                                          |                                               | 178                                           | 98#                                           |
| 2010 | 2010                                          |                                               | 167                                           | 95#                                           |
| 2015 | 2015                                          |                                               | 141                                           | 86#                                           |
| 2020 | 2020                                          |                                               | 139                                           | 87#                                           |
| Anm.: 1950 som Nilivara; Upphörde som tätort 2005. ## Som tätort/befolkningsagglomeration 1920–1950. # Som småort. |                                               |                                               |                                               |                                               |

Vid folkräkningen år 1890 fanns det 116 personer som var skrivna i Nilivaara.